# 4ª Divisione fanteria "Littorio"
La 4ª Divisione fanteria "Littorio" o Divisione d'assalto Littorio fu una divisione italiana del Regio Esercito, operativa durante la guerra civile spagnola.

## Storia
Costituita da volontari del Regio Esercito la 4ª Divisione fanteria "Littorio" fu una divisione di fanteria completamente motorizzata. Si costituì come una delle quattro divisioni che andarono a formare il Corpo Truppe Volontarie durante la guerra civile spagnola.
Al suo rientro in Italia fu utilizzata per costituire la 133ª Divisione corazzata "Littorio".

## Ordine di battaglia: 1937
- 1º Reggimento di fanteria (su 3 btg): colonnello Daniele Pescarolo
  - batteria d'accompagnamento
  - sezione genio
- 2º Reggimento di fanteria (su 3 btg)
  - batteria da 65/17
  - sezione genio
- Battaglione mitraglieri divisionale
- Reggimento di Artiglieria «Littorio»
  - due Gruppi da 100/17
  - una batteria da 20/65
- Raggruppamento Carri d'assalto e autoblindo
  - Quattro compagnie carri L
  - una compagnia di autoblindo
  - una compagnia di motomitraglieri
  - una sezione controcarro da 47/32
  - una compagnia chimica lanciafiamme.

## Ordine di battaglia: 1938
- 1º Reggimento fanteria (Regio Esercito): Colonnello Mario Gloria
  - 4 battaglioni
  - batteria da 65/17
  - plotoni carri L
  - plotone artieri.
- 2º Reggimento fanteria (CC.NN.): Ten. Col. F. Olivetti
  - «Ardente» seniore S. Giombini
  - «Inflessibile» seniore O. Bressan
  - «Lupi» seniore O. Olita
  - «Vampa» 1° seniore Mario Rizzo
- Battaglione Arditi divisionale: Maggiore Ferrari
- Battaglione mortai divisionale: Maggiore G. Amoroso
  - su 3 compagnie
- Reggimento artiglieria divisionale: Col. Enrico Venditti
  - su tre gruppi più una batteria
  - una batteria antiaerea.
- Battaglione genio divisionale

## Comandanti
- Gen. D. Annibale Bergonzoli
- Gen. Gervasio Bitossi